# Mauriana
Mauriana (łac. Diocesis Maurianensis) – stolica historycznej diecezji we Cesarstwie rzymskim w prowincji Mauretania Cezarensis, zlikwidowana w VII w. podczas ekspansji islamskiej, współcześnie w północnej Algierii. Obecnie katolickie biskupstwo tytularne. 

## Biskupi tytularni
| Lp. | Biskup                | Funkcja                                       | Od               | Do                |
| --- | --------------------- | --------------------------------------------- | ---------------- | ----------------- |
| 1   | Johannes Willebrands  | urzędnik Kurii Rymskiej                       | 4 czerwca 1964   | 28 kwietnia 1969  |
| 2   | Pio Laghi             | nuncjusz apostolski                           | 24 maja 1969     | 28 czerwca 1991   |
| 3   | Petar Šolic           | biskup pomocniczy Splitu (Chorwacja)          | 14 grudnia 1991  | 6 grudnia 1992    |
| 4   | Juan Carlos Maccarone | biskup pomocniczy Lomas de Zamora (Argentyna) | 30 stycznia 1993 | 3 lipca 1996      |
| 5   | Nicholas DiMarzio     | biskup pomocniczy Newark (USA)                | 10 września 1996 | 7 lipca 1999      |
| 6   | Aurel Percă           | biskup pomocniczy Jass (Rumunia)              | 29 września 1999 | 21 listopada 2019 |
| 7   | José Adolfo Larregain | biskup pomocniczy Corrientes (Argentyna)      | 21 marca 2020    | 27 września 2024  |
| 8   | Rene Ramirez          | biskup pomocniczy Melbourne (Australia)       | 8 listopada 2024 |                   |